# Rheochlus wirthi
Rheochlus wirthi är en tvåvingeart som först beskrevs av Freeman 1961.  Rheochlus wirthi ingår i släktet Rheochlus och familjen fjädermyggor. Inga underarter finns listade i Catalogue of Life.